# Väinö Hupli
Väinö Aleksanteri Hupli, född 8 juni 1886 i Viborgs landskommun, död 27 augusti 1934 i Marienbad i Tjeckoslovakien, var en finländsk politiker. På 1920-talet konkurrerade han med Väinö Tanner om ledarskapet i det finländska socialdemokratiska partiet (SDP).
Hupli, som var ursprungligen var tidningsman, var verkställande direktör för Konsumtionsandelslagens centralförbund 1921–1925 och därefter drätseldirektör i Helsingfors. Han representerade socialdemokraterna i Finlands riksdag 1919–1921 och var handels- och industriminister i regeringen Tanner 1926–1927. 
Huli hade kommit i konflikt med Väinö Tanner inom den kooperationen och blev därigenom en av dennes häftigaste motståndare även inom socialdemokraterna. Vid partikongressen 1926 lyckades han och hans anhängare, som kallades huplianer, få majoritet och besätta alla partiämbeten med sina egna. På följande partikongress normaliserades dock förhållandena och Hupli förlorade sitt inflytande.